# NGC 1072
NGC 1072 (другие обозначения — IC 1837, IRAS02409+0005, UGC 2208, ZWG 388.103, MCG 0-7-88, ZWG 389.1, KUG 0240+000, PGC 10315) — спиральная галактика с перемычкой (SBb) в созвездии Кит, которая находится на расстоянии около 371 миллиона световых лет (114 Мпк) от нас. Этот объект входит в число перечисленных в оригинальной редакции «Нового общего каталога».

## Характеристики
Галактика NGC 1072 была открыта французским астрономом Эдуаром Стефаном 20 декабря 1881 года, а потом переоткрыта Стефаном Жавелом в 1898 г. На небесном своде её можно наблюдать в северо-западной части созвездия Кита, слева от звезды δ Кита. В 2008 году в галактике была зарегистрирована вспышка сверхновой SN 2004I. Она относится к типу II, т.е. произошла в результате сколлапсировавшего ядра массивной звезды.